# Yang Min-hyeok
Yang Min-hyeok (양민혁?; Gwangju, 16 aprile 2006) è un calciatore sudcoreano, centrocampista del Portsmouth, in prestito dal Tottenham, e della nazionale sudcoreana.

## Carriera

### Club
Yang è cresciuto nel settore giovanile del Gangwon, che lo ha promosso in prima squadra ad inizio 2024. Ha debuttato il 2 marzo nell'incontro di K League 1 pareggiato 1-1 contro il Jeju SK ed una settimana più tardi ha segnato il suo primo gol in carriera nella trasferta persa 4-2 contro il Gwangju.
Il 28 luglio ha firmato un contratto quinquennale con il Tottenham, valido a partire dal gennaio del 2025.
Dopo essere arrivato in Inghilterra viene girato in prestito al QPR fino al termine della stagione.
L'8 agosto 2025 viene ceduto in prestito al Portsmouth, come il QPR militante in Football League Championship.

### Nazionale
Dopo avere giocato nelle nazionali giovani sudcoreane Under-16 e Under-17, il 25 marzo 2025 ha esordito in nazionale maggiore nella sfida pareggiata in casa contro la Giordania (1-1).

## Statistiche

### Presenze e reti nei club
Statistiche aggiornate all'8 agosto 2025.
| Stagione        | Squadra         | Campionato      | Campionato | Campionato | Coppe nazionali | Coppe nazionali | Coppe nazionali | Coppe continentali | Coppe continentali | Coppe continentali | Altre coppe | Altre coppe | Altre coppe | Totale | Totale | Totale |
| Stagione        | Squadra         | Comp            | Pres       | Reti       | Comp            | Pres            | Reti            | Comp               | Pres               | Reti               | Comp        | Pres        | Reti        | Pres   | Reti   |        |
| --------------- | --------------- | --------------- | ---------- | ---------- | --------------- | --------------- | --------------- | ------------------ | ------------------ | ------------------ | ----------- | ----------- | ----------- | ------ | ------ | ------ |
| 2024            | Gangwon         | KL1             | 38         | 12         | CC              | 0               | 0               | -                  | -                  | -                  | -           | -           | -           | 38     | 12     |        |
| feb.-giu. 2025  | QPR             | FLC             | 14         | 2          | FACup+CdL       | 0               | 0               | -                  | -                  | -                  | -           | -           | -           | 14     | 2      |        |
| 2025-2026       | Portsmouth      | EFL             | -          | -          | FACup+CdL       | -               | -               | -                  | -                  | -                  | -           | -           | -           | -      | -      |        |
| Totale carriera | Totale carriera | Totale carriera | 52         | 14         |                 | 0               | 0               |                    | -                  | -                  |             | -           | -           | 52     | 14     |        |

### Cronologia presenze e reti in nazionale
| Cronologia completa delle presenze e delle reti in nazionale ― Corea del Sud | Cronologia completa delle presenze e delle reti in nazionale ― Corea del Sud | Cronologia completa delle presenze e delle reti in nazionale ― Corea del Sud | Cronologia completa delle presenze e delle reti in nazionale ― Corea del Sud | Cronologia completa delle presenze e delle reti in nazionale ― Corea del Sud | Cronologia completa delle presenze e delle reti in nazionale ― Corea del Sud | Cronologia completa delle presenze e delle reti in nazionale ― Corea del Sud | Cronologia completa delle presenze e delle reti in nazionale ― Corea del Sud |
| Data                                                                         | Città                                                                        | In casa                                                                      | Risultato                                                                    | Ospiti                                                                       | Competizione                                                                 | Reti                                                                         | Note                                                                         |
| ---------------------------------------------------------------------------- | ---------------------------------------------------------------------------- | ---------------------------------------------------------------------------- | ---------------------------------------------------------------------------- | ---------------------------------------------------------------------------- | ---------------------------------------------------------------------------- | ---------------------------------------------------------------------------- | ---------------------------------------------------------------------------- |
| 25-3-2025                                                                    | Suwon                                                                        | Corea del Sud                                                                | 1 – 1                                                                        | Giordania                                                                    | Qual. Mondiali 2026                                                          | -                                                                            | 46’                                                                          |
| Totale                                                                       |                                                                              | Presenze                                                                     | 1                                                                            |                                                                              | Reti                                                                         | 0                                                                            |                                                                              |